# ローズ博物館
ローズ博物館（ローズはくぶつかん、英語: the Rose Museum）は、ニューヨーク市マンハッタン区西57丁目154番地に位置するカーネギー・ホールの2階に設けられた、カーネギー・ホールの歴史をテーマとする小規模な博物館。

## 概要
1991年に開設されたこの博物館は、スーザン・アンド・エリフ・ローズ財団 (the Susan and Elihu Rose Foundation) の資金提供により、 2,500平方フィート (230 m2)以上のアーカイブや百年以上におよぶコンサートのプログラム類などを所蔵している。開館当初の計画では、常設展示のほかに、いくつかの入れ替え展示を行う予定であった。この博物館では、リンカーン・センターが発展して、カーネギー・ホールの将来像が不透明になったことや、カーネギー・ホールが1950年代後半に売りに出され、ヴァイオリニストのアイザック・スターンが先頭に立った保存キャンペーンが展開されて1960年に500万ドルでニューヨーク市がこれを購入したこと、1962年にアメリカ合衆国国定歴史建造物に指定されたことなどにも焦点が当てられている。
これまでに行なわれた展示企画には、チャイコフスキーがカーネギー・ホール開場のためにニューヨークを訪れたことを記念した展示や、アフリカ系アメリカ人として初めてメトロポリタン歌劇場で歌ったマリアン・アンダーソン (Marian Anderson) についての展示、ジョージ・ガーシュウィンの生誕百年を記念した、ジョージと兄アイラのガーシュウィン兄弟についての展示、レナード・バーンスタインについての展示などがあった。ローズ博物館の収蔵品には、1842年3月28日のウィーン・フィルハーモニー管弦楽団のデビュー・コンサートのプログラムや、ベートーヴェンの所有物だった指輪、ブラームスの眼鏡、「ドナウ川 (Danube)」と題された未完成の詩のスケッチが書き込まれたリヒャルト・シュトラウスの手帳、さらに、ベニー・グッドマンのクラリネットやトスカニーニの指揮棒.など、音楽愛好家の関心を引くものが多数含まれている。さらに、ジュディ・ガーランドが所有し、着用したシークイン（スパンコール）のジャケットや、カーネギー・ホールの礎石を置く際に用いられた金ごてなども収蔵品となっている。